# Hotel Colombia
Hotel Colombia is een voormalige bioscoop en hotel in Oranjestad, Aruba. Het was het eerste hotel van Aruba. Sinds 1998 is het hotel met het belendende pand in gebruik als stadhuis van Oranjestad.

## Geschiedenis
Het gebouw was in 1918 gebouwd door Nadie Henriquez, en opende een jaar later als openluchtbioscoop. In 1922 ruilde hij het pand met Eduard de Veer die er een pension van maakte.
In 1925 werd het gebouw aangekocht door Eloy Arends. Het heeft waarschijnlijk eerst gediend als consulaat en residentie van de consul van Venezuela. Later werd het Hotel Colombia geopend als eerste hotel van Aruba. In 1953 was de drukkerij Excelsior in de benedenverdieping gevestigd.
In 1986 werd Hotel Colombia en het belendende pand door Jesus Eloy Arends verkocht aan de overheid van Aruba op voorwaarde dat beide panden zouden worden gestaureerd. Het hotel raakte in verval en werd gebruikt door zwervers. In 1993 werd het door brand verwoest.
Op 17 februari 1997 begon de renovatie van Hotel Colombia, en werden beide panden verbonden om te dienen als stadhuis van Oranjestad. Op 3 april 1998 werd het stadhuis geopend. In 1999 werd Monumentenfonds Aruba eigenaar van de gebouwen.

## Galerij

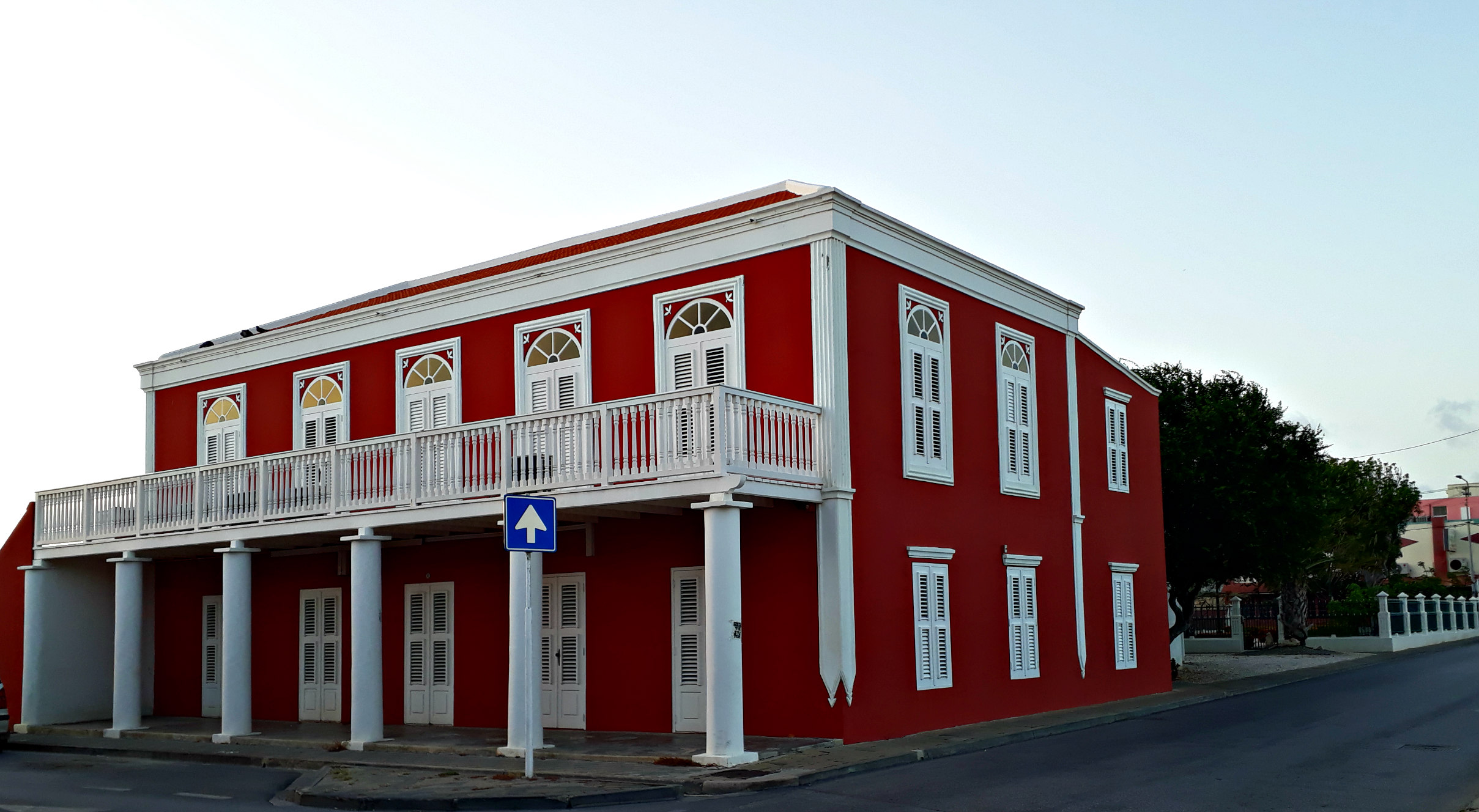
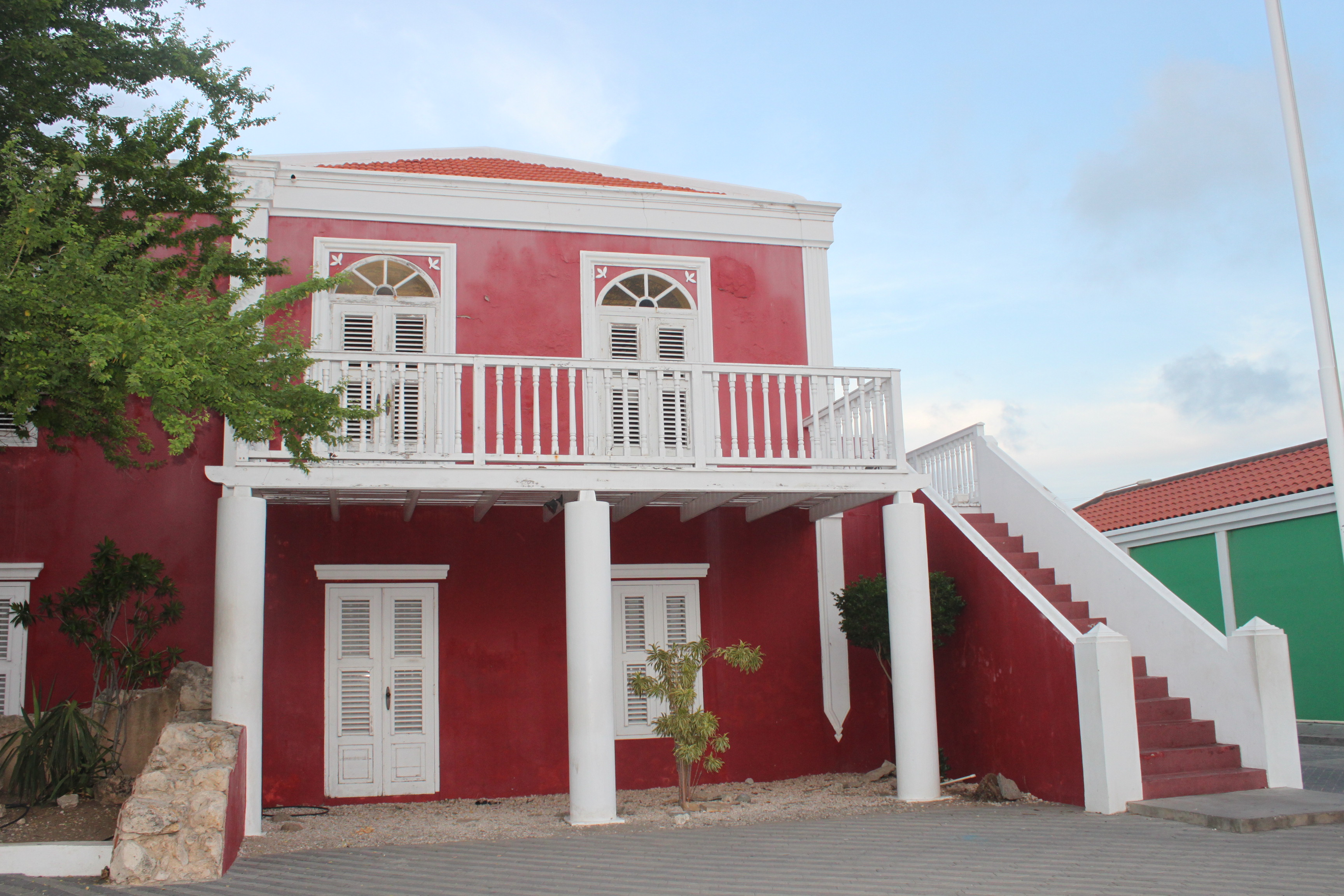
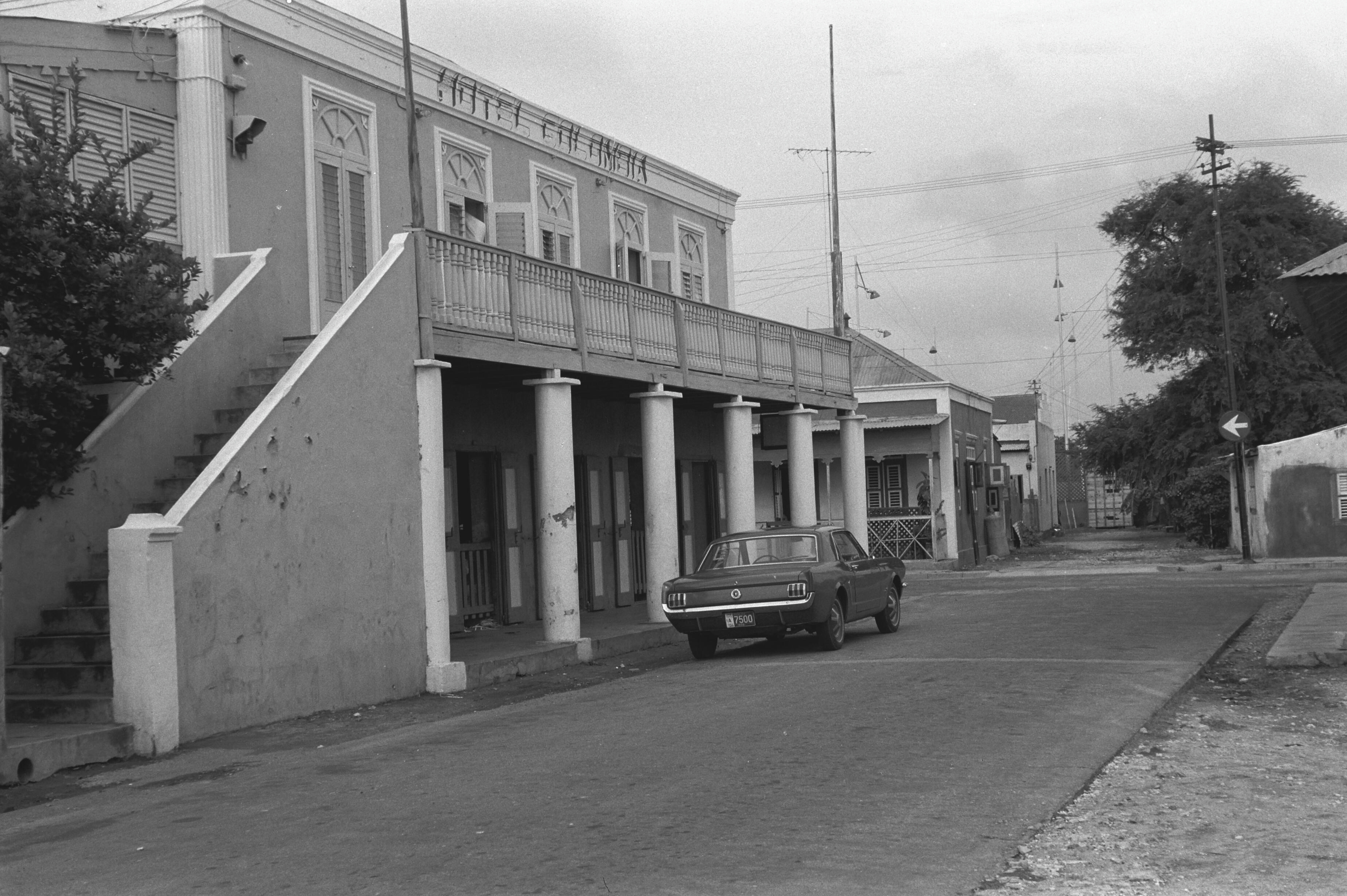
Hotel Colombia (1966)
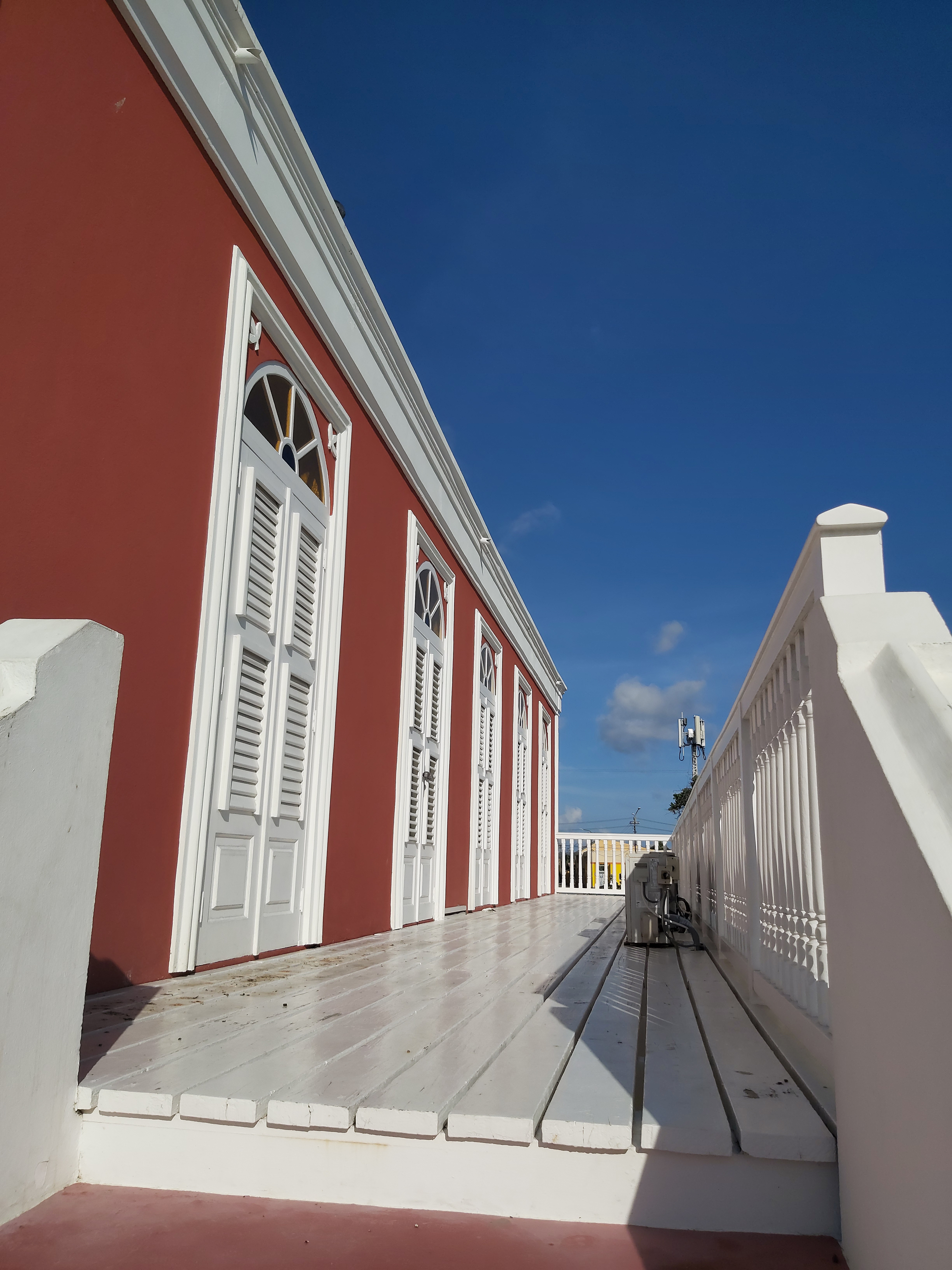
Balkon